# Vehmgerichte

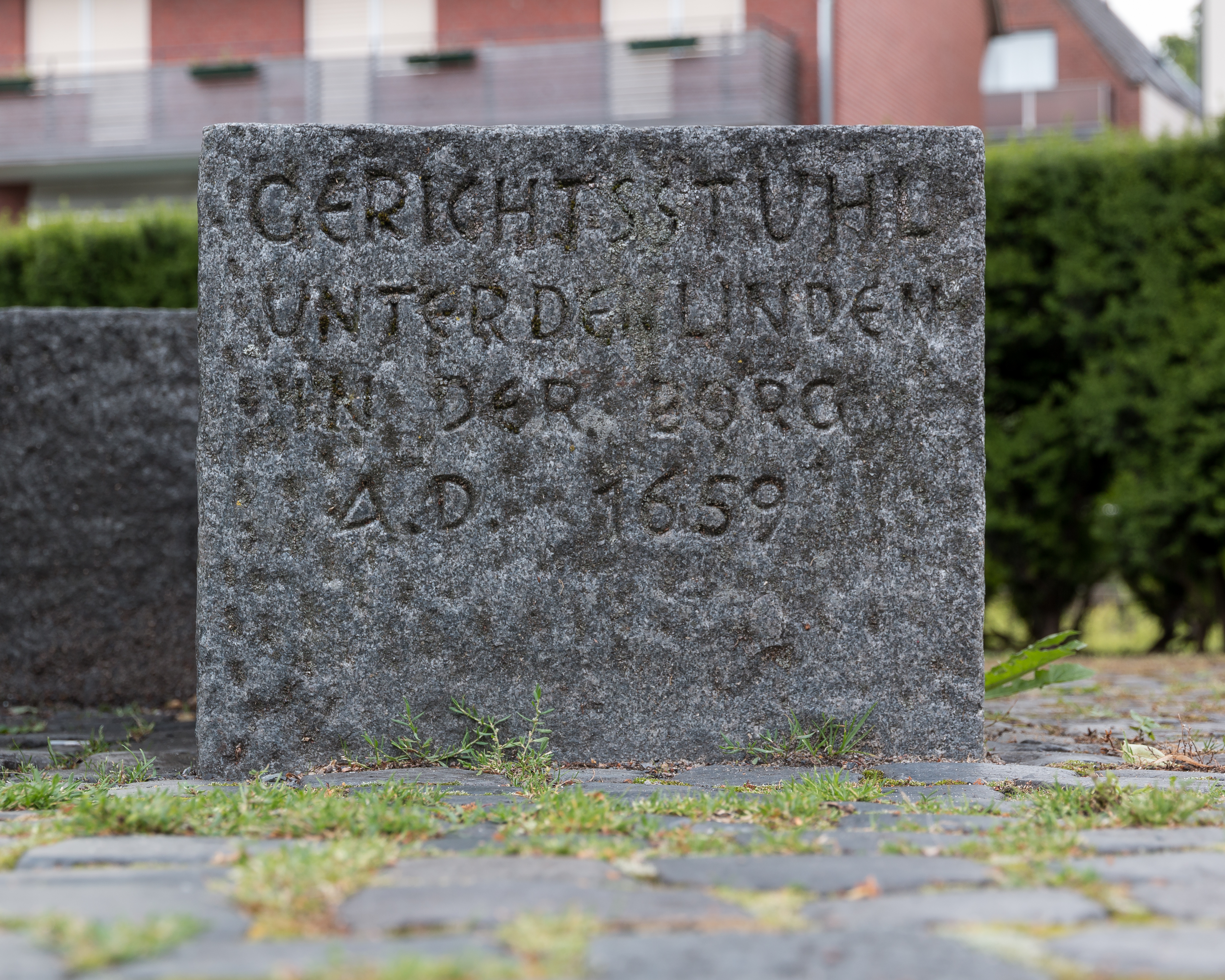
Miejsce obrad sądu w Lüdinghausen

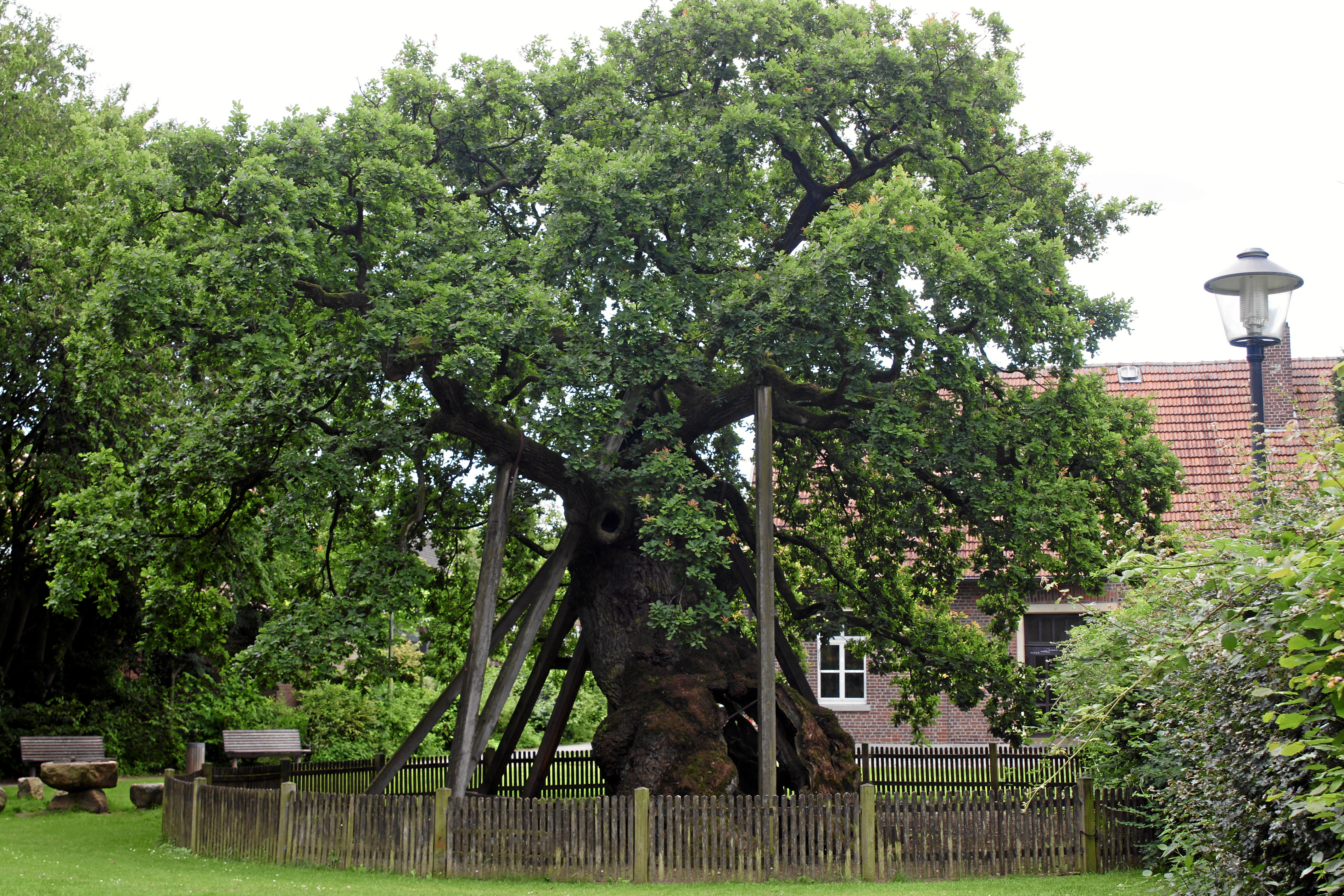
dąb pod którym odbywał się Fehmgericht w Raesfeld

Vehmgerichte - także Feme, Veme, Vehm, Vehmegericht, Fehmgericht – samozwańczy sąd funkcjonujący w średniowiecznej Westfalii. Obrady odbywały się często w tajemnicy. Po wykonaniu wyroku śmierci zwłoki skazanego bywały wieszane na drzewie, aby upublicznić fakt i odstraszyć potencjalnych przestępców.
Westfalski Vehmgerichte rozwinął się ze średniowiecznych „wolnych sądów” (niem. Freigerichte) działających na ziemiach, na których zabrakło sądownictwa dziedzicznych książąt plemiennych. W drugiej połowie XIV wieku w wyniku reformy Świętego Cesarstwa Rzymskiego (Złota Bulla Karola IV) wolne sądy zanikły poza Westfalią. 
Siedziba Vehmgerichte (niem. Freistuhl) znajdowała się początkowo w Dortmundzie, na placu pomiędzy dwiema lipami, z których jedna była znana jako sądowa lipa. W 1437 roku siedziba została przeniesiona do Arnsbergu. Szczyt aktywności Vehmgerichte przypadał na XIV i XV wiek. Sądy te zostały ostatecznie zakazane przez króla Westfalii Hieronima Bonaparte w 1811 roku.